# زوزه (فیلم)
زوزه (ایتالیایی: L'urlo) فیلمی در ژانر کمدی به کارگردانی تینتو براس است که در سال ۱۹۷۰ منتشر شد. از بازیگران آن می‌توان به تینا امون اشاره کرد. این فیلم به بیستمین جشنواره بین‌المللی فیلم برلین راه یافت.